# Кавальканти, Джованни
Джованни Кавальканти (итал. Giovanni Cavalcanti; 1381 — 1451) — флорентийский историк-гуманист и политик. Член Платоновской академии во Флоренции.

## Биография
Один из потомков Гвидо Кавальканти, представитель младшей ветви знаменитого рода, он вырос в небогатой семье, и был вынужден сам пробивать себе дорогу в жизни. Систематического образования, видимо, не имел, но, будучи далёк от среды своих современников-гуманистов, обладал определённой эрудицией, цитируя в своих сочинениях не только Священное Писание, но и сочинения Аристотеля, Цицерона, Саллюстия, Овидия, Сенеки, Лукана, Валерия Максима, Светония, Ювенала, Августина, Боэция, Фомы Аквинского и Данте Алигьери.
Смолоду активно занимался политикой, в 1422 году став капитаном партии гвельфов, не обладавшей уже, впрочем, к тому времени влиянием во Флорентийской республике. В 1429 году попал за многолетнюю неуплату налогов в тюрьму Стинке, где находился вплоть до 1440 года, будучи надолго исключён из общественной жизни.
Освободившись после неоднократных обращений в Синьорию, где указывал на бедственное положение разорённой семьи, вероятно, так и не вернулся к политической борьбе, сосредоточившись как на литературных трудах, так и на торговых и финансовых делах собственной фамилии. Последнее упоминание о нём содержится в кадастровом договоре, датированном августом 1451 года.

## Сочинения
Автор «Истории Флоренции» (итал. Istorie Fiorentine), охватывающей период с 1423 по 1447, первую часть которой в 14-ти книгах, названную «Первыми Флорентийскими историями», доводящими события до битвы при Ангиари (1440), он написал находясь в заключении. После освобождения в 1441 году он начал составлять вторую часть хроники, посвящённую событиям 1442—1447 годов, назвав её «Новым трудом», или «Второй историей», и разделив на 88 неполных глав. В отличие от первой части, ставшей, вероятно, популярной уже при жизни автора, «Вторая история» сохранилась в единственной рукописи.
История Кавальканти, в центре которой находится деятельность Козимо Медичи, уделяет главное внимание политическим интригам и скандалам и наполнено пристрастными оценками эксцентричного автора, считавшего себя жертвой несправедливого правления сначала коррумпированной олигархии 1420—1434 годов, а затем тирании Медичи. Обвиняя в упадке Флорентийской республики «жирных» пополанов, членов старших цехов, пришедших к власти после 1382 года и окончательно утвердившихся в ней после 1400 года, он награждает нелицеприятными характеристиками и других своих старших современников, в частности, дипломата и хрониста Бонаккорсо Питти, демонстрируя неподдельную ненависть к авантюристу-выскочке, «дерзкому виллану, а не горожанину знатного рода», который, по его мнению, способствовал внешнеполитическому ослаблению государства, разорённого в итоге «кусачей собакой королём Альфонсо Арагонским». Прославляя славные для Флорентийской республики 1340—1370-е годы, когда ею управляли выдающиеся политики, Кавальканти, по сути, выдвигает регрессивную модель понимания истории как постепенного упадка, выражая взгляды тех представителей родовитой знати, которые не сумели приспособиться к политическим и экономическим реалиям современности.
Будучи невысоко оценённой позднейшими историками, хроника Кавальканти послужила, тем не менее, источником для одноимённого труда Никколо Макиавелли. Единственное полное издание выпущено было в 1838 году во Флоренции историком, политиком и издателем Филиппо Луиджи Полидори.
Является также автором направленного против Медичи «Политико-морального трактата» (итал. Trattato politico-morale), написанного в 1440-х годах по образцу труда Валерия Максима «Достопамятные деяния и изречения» для малолетнего сына Нери, в котором, пытаясь проследить и облагородить истоки собственной фамилии, сокрушается об утраченных гражданских добродетелях. Полемизируя со своим предшественником автором «Истории Флоренции» Джованни Виллани, он выдвигает собственный миф о происхождении знатных флорентийских семей от ветеранов римского полководца и диктатора Суллы, потомки которых были отодвинуты на второй план в VI веке остготами Теодориха.
Доказывая древность собственного рода, который местные летописцы вроде Рикордано Малиспини и Виллани выводили от разбогатевших городских купцов, завоевавших влияние и объявленных грандами вместе с другими 72-мя флорентийскими фамилиями лишь «Установлениями справедливости» 1293 и 1295 годов, он возводит его к третьей волне поселенцев, пришедших в город в VIII столетии вместе с франками Карла Мартелла, опираясь на сомнительные семейные легенды, а не документальные источники. Свои рассуждения он перемежает абстрактными ссылками на Данте, сокрушавшегося по поводу малочисленности и вырождения флорентийской знати. Трактат изобилует также цитатами из античных классиков, размещённых под рубриками «Благоразумие», «Справедливость», «Стойкость», «Умеренность», которые автор перемежает примерами из своего личного опыта.